# 野介代
野介代（のけだ/のけだい）は、岡山県津山市にある地名。郵便番号は708-0821。

## 地理
東津山地区の東北端に位置し、東隣に高野地区、西隣と北隣に東苫田地区が位置する。南は同地区内の川崎。南西端に位置する野介代団地付近は林田との境界が入り組んでいる。

### 河川
- 逆川

## 歴史

### 沿革
- 1872年 - 野介代村本村と野介代村太田分（太田村）が合併、野介代村となる。
- 1889年6月1日 - 町村制施行により、東南条郡野介代村が同郡川崎村、林田村と合併、林田村となり、野介代村は大字野介代となる。
- 1900年4月1日 - 東南条郡が東北条郡、西西条郡、西北条郡と合併し、苫田郡となる。
- 1923年4月1日 - 苫田郡林田村が町制・改称、津山東町となる。
- 1929年2月11日 - 苫田郡津山東町が同郡津山町、院庄村、西苫田村、二宮村、久米郡福岡村と合併・市制により、津山市となる。

## 世帯数と人口
2021年（令和3年）1月1日現在の世帯数と人口は以下の通りである。
| 町丁   | 世帯数  | 人口    |
| ------ | ------- | ------- |
| 野介代 | 976世帯 | 2,175人 |

## 小・中学校の学区
市立小・中学校に通う場合、学区は以下の通りとなる。
小学校
- 津山市立林田小学校（中国自動車道以南）
- 津山市立鶴山小学校（中国自動車道以北）

中学校
- 津山市立津山東中学校（東野介代・飯綱）
- 津山市立中道中学校（東野介代・飯綱を除く）

## 交通
国道、県道は走っていない。中国自動車道が地域内を通過している。

## 施設
- 津山市中央公民館東野介代分館
- 野介代公会堂